# شی‌اورا، آئوموری
شی‌اورا، آئوموری (به لاتین: Shiura) یک منطقهٔ مسکونی در ژاپن است که در ناحیه توهوکو واقع شده‌است. شی‌اورا ۲٬۷۰۸ نفر جمعیت دارد.